# 冬樹かずみ
冬樹 かずみ（ふゆき かずみ、1955年11月7日 - ）は、熊本県熊本市出身のソングライター・編曲家、音楽プロデューサー。

## 人物
遠藤実に見出され師事後、遠藤の推薦により猪俣公章に師事。
遠藤実が発案した日本音楽作家協会の設立にあたり、猪俣公章・松井由利夫等と共に同協会の理事となり、設立以後は遠藤実・猪俣公章と共にチャリティコンサート等の企画等にも参加。
現在は地元・熊本市の事務所兼自宅を本拠地として、香港・台湾・シンガポール等においても積極的に活動し、国台北大客教(SoundsArts)としても友好の一旦を担っている。

## エピソード
遠藤実、猪俣公章に曲作りのセンスを絶賛されたことを誇りに想い、家族に話したが信用されなかった。美空ひばり、桂銀淑、渡哲也等をプロデュースした根岸徹次の精鋭レーベル「エッグファクトリー」の設立に際し、ヘッドハンティングされた。山下泰裕とは親戚関係である。プロダクション音和の社長・鈴木との縁で三根信宏（ディック・ミネの息子）に一命を助けられた経緯があり、現在も公私共に親密な関係にある。

## 主な楽曲（抜粋）
- 安田緑
  - 「あの頃の風」「愛愁のアンダルシア」「秋風のように」「ありがとう」
  - 「あれから」「悠久のふるさと」「枯葉のメモリー」「揺れる陽炎」「学生街の喫茶店」
- MIDORI
  - 「星の砂丘」「サマーキャンドル」etc.
- 계해내
  - 「내일에」「나를 사랑해 준다면」
- ルナ・ケンゾー
  - スタンダードとなった「夜風」（自由現代社 カラオケベストヒット掲載）
  - 「信濃路」「霧のペーブメント」（日本コロムビア・マキシシングル・アルバム）
- 三根信宏
  - オリジナル曲提供。編曲担当
- 福田きよし
  - 「ふるさとは雪」日本クラウン・マキシシングル
- 村上幸子
  - 「恋椿」「不知火」他、オリジナル数曲提供。
- 島貫操
  - 「幸せのかたち」「希望の歌」
- 杉本彩
  - 「ウィスパー」「ルージュ」
- 城ケ崎夕子
  - 「かくれ宿」「風花岬」
- 佐藤智恵
  - 「道（みち）」（作詞：石本美由起）
- 三條由紀
  - 「今、ひとり」「追いかけて」
- 森川美里
  - 「数えて三月」「夢の架け橋」
- 楊華霧
  - 「一生願望」「終続旅」
- 孫幸姫
  - 「媽媽周枳」「自己愛寂」
- 原田由香利
  - 「漁り火」「北の恋路」
- 天草大工郎
  - 「北の怒涛」「男樹」
- 斉藤英子
  - 「奥州流れ風」「惜秋囃子」
- 沙耶
  - 「雨の都会」「夢の予感」
- 浅田のぼる
  - 「風の行方」
- 渡辺美里
  - 「悲しみのヒロイン」「抱きしめて愛」
- 佐藤章とウエルバランス
  - 「北の物語」
- 香田晋
  - 「風はふるさとへ」（作詞：阿久悠）
- 半田浩二
  - 「黄昏の中で」
- 山川豊
  - 「ロスの街角」（作曲：平尾昌晃）
- 朝霧ゆう子
  - 「恋模様」
- 峰時子
  - 「酒ひとり」「雪の海峡」
- 石原ゆう子
  - 「キャンドルライト」
- 中田久美
  - 「鳴門海峡」
- 高須直
  - 「室見川エレジー」
- 高橋由美子
  - 「夫婦旅」「夫婦川」
- 水沢あけみ
  - 「雪の舞」「数えて三月」
- 弓恵子
  - 「花だより」
- 島みどり
  - 「哀愁北海峡」
- いずみ しん
  - 「元気節」
- 鈴木はるか
  - 「別れの朝に」「月のしずくの花ひとつ」
- RUMIKO
  - 「黄昏のリグレット」「哀しみの街」「愛愁北海峡」「ひとり海峡」
- wēng qiànyù
  - 「窓辺のアモーレ」」「去り行く夏」((自現楽譜掲載）
- 河合かすみ
  - 「白い冬」「虹色の夢」（作曲：三木たかし）
  - 「いつまでも愛」「雨のピアノ」（作詞：阿久悠）
- ERIKA
  - 「潮風のバラード」「満ち足りた午後」
- 香田晋
  - 「都会暮らし」（作曲：三木たかし）「時雨宿」
- 幸娟蕙
  - 「異国風」「擁抱」 （作詞：葉啓志）
- 風間翔
  - 「霧雨の行方」「都会（まち）」
- 葵ひろこ
  - 「晩秋風の宿」「あなたとともに」
- 邱秋英
  - 「台北風少」「鳳凰樹」
- 遠藤美冬
  - 「カーサビアンカ」「Love」
- 峰政矢
  - 「雨のピアノ」
- 羽矢川有紀
  - 「恋模様」
- 愛河美沙
  - 「漁里ケ浜唄」「冬のはじめの港町」「思い出の東京」他。
- Akina
  - 「愛の終着駅」「逢いたくて」リメイクアレンジ
- 紀藤ひろし
  - 「灯りがひとつあるならば」
- 小林幸子
  - 「夢ひとすじ」「愛のために」（作詞：川内康範）「陽炎」「雪化粧」
- 光 礼
  - 「流離人」「晩秋の里」
- 上村ひとみ
  - 「哀しみのリグレット」「思い出をだきしめて」
- 近江隼人
  - 「幸ありて」「弓の月」「俺の道」
- 朱玲霙
  - 「楊貴妃的」「涙尽幾齢」（歌詞：李效範）
- 翁倩鄧
  - 「愛人」「翁倩鄧之歌第一集」
- 結城一平
  - 「愛はセレナーデ」「灼い砂漠」「夜風」「想い出を辿る時」
- 安丸三一
  - 「男樹」「俺のふるさと」
- 幸娟蕙
  - 「蒼穹」「帰秋謝陽」（歌詞：李效範）（台灣華語（國語）発音記号付き歌詞）
- 簑光聖
  - 「幻燈青春」「我貴郷縁」
- 孫幸姫
  - 「泪刻郷心」「愛心寂仝」「雪並美樹」（Music Video）
- 玉姫莹
  - 「遇貴高雄」「再會台湾」（歌詞：李效範）

その他 多数。